# Inés Gastón Burillo
Inés Gastón Burillo (Saragossa, 12 de setembre de 1906 - Saragossa, 25 de setembre de 1993) va ser una esperantista aragonesa.
Entre altres càrrecs, va ser secretària de la Hispana Esperanto-Federacio, així com redactora del seu Boletín entre 1962 i 1970. Va fundar la biblioteca de l'associació i també la seva secció editorial. El 1968 va co-organitzar el congrés universal de Madrid. Entre 1976 i 1980 va editar la revista Horizonton, l'òrgan de l'associació Neŭtrala Esperanto-Movado. També va ser molt activa en la secció esperantista de turisme.
Inés Gastón forma part d'una nissaga d'intel·lectuals esperantistes aragonesos. El seu pare va ser l'advocat Emilio Gastón Ugarte, principal organitzador del moviment d'acollida que hi va haver a l'estat espanyol de 330 nens austríacs després de la Primera Guerra Mundial. També era germana d'Emilia Gastón Burillo, qui és considerada com la primera parlant nativa de la llengua auxiliar internacional esperanto del món, així com de Rafael Gastón Burillo, filòleg, latinista, advocat i estudiós d'Aragó. També era tieta d'Emilio Gastón Sanz, fill del seu germà Rafael i primer càrrec de Justícia d'Aragó del període democràtic a Espanya.